# پنجره بیرون نشسته

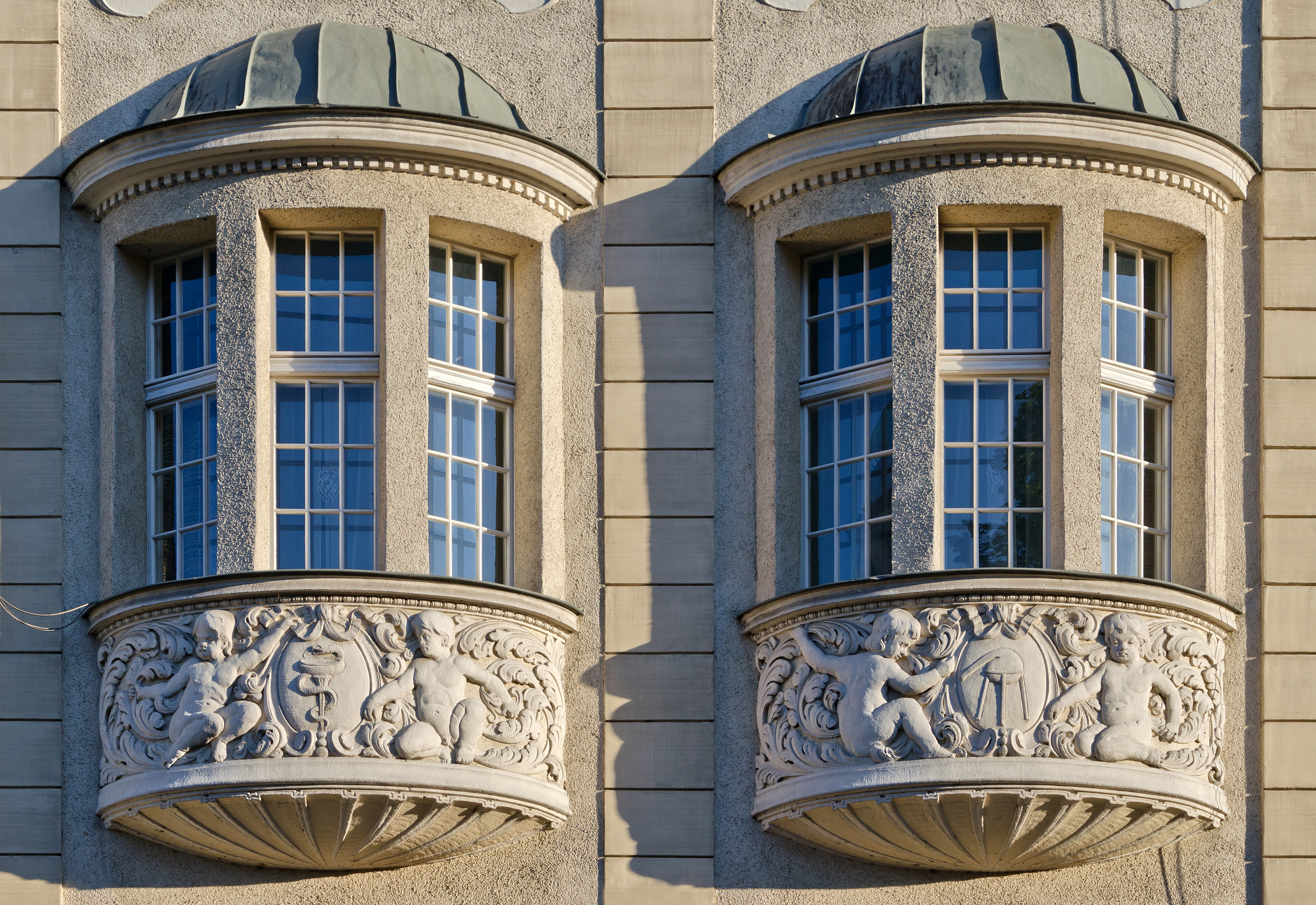
2014 Kłodzko, pl. Chrobrego 13 03

پنجره بیرون نشسته (انگلیسی: Oriel window) در معماری، «شکلی از پنجره شاه‌نشین است که از دیوار اصلی ساختمان [یا سازه] بیرون زده، اما به زمین نمی‌رسد.» غالب پنجره‌های بیرون نشسته از طبقات فوقانی بیرون می‌آیند؛ هر چند، گاهی مواقع در طبقهٔ همکف نیز استفاده شده و با پتکانه و سگ‌دست نیز پشتیبانی می‌شوند.

## نگارخانه

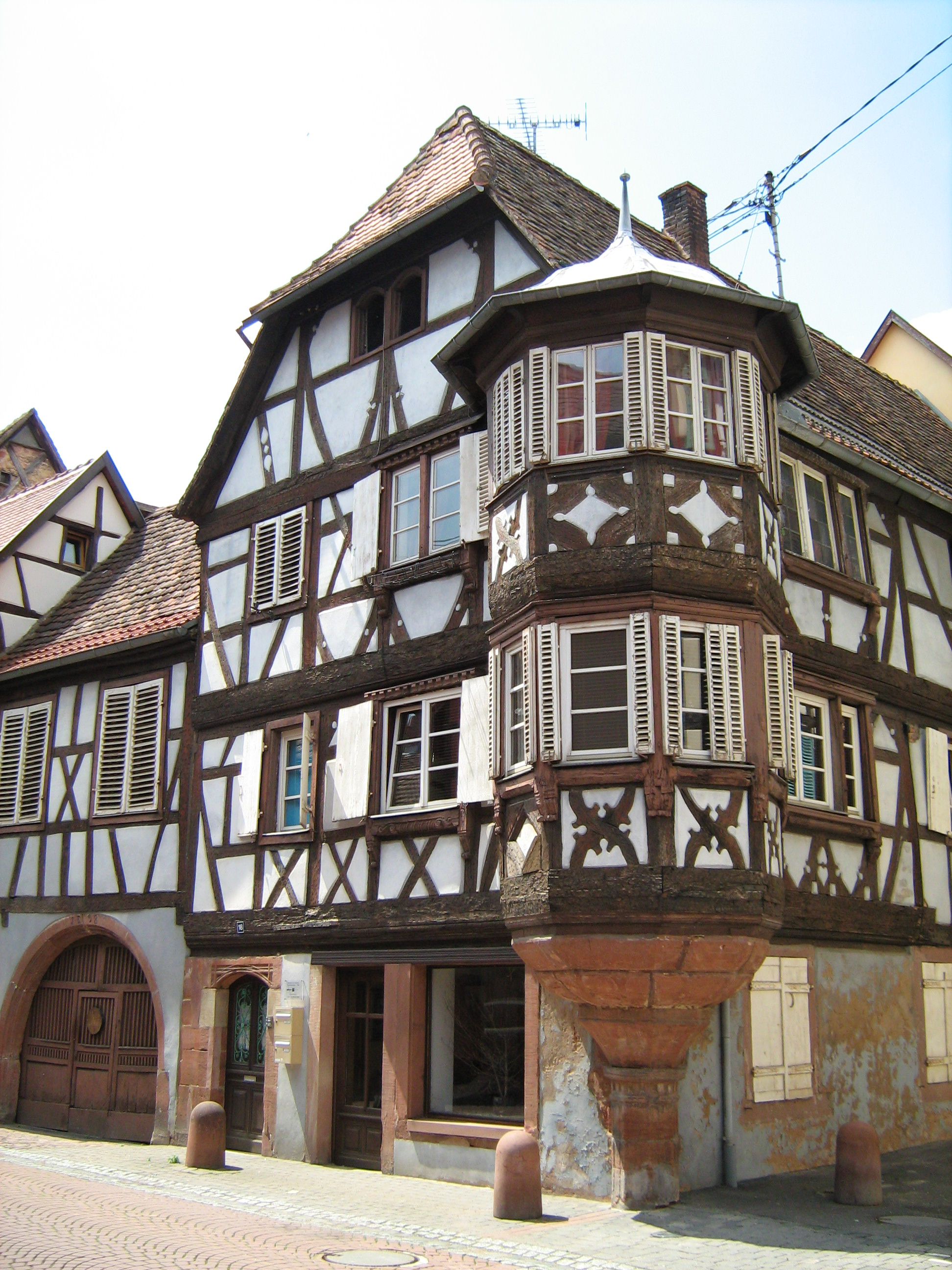
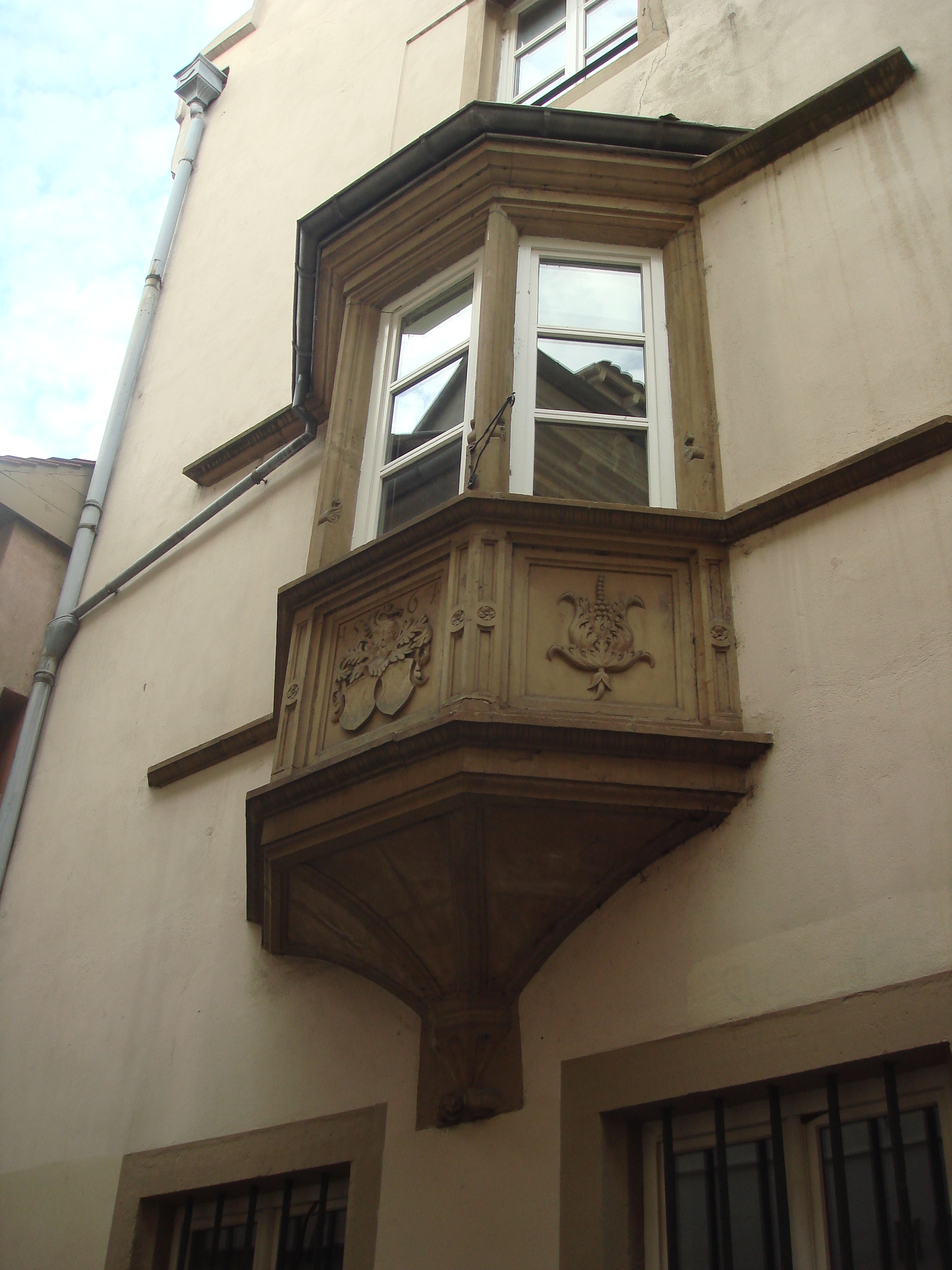
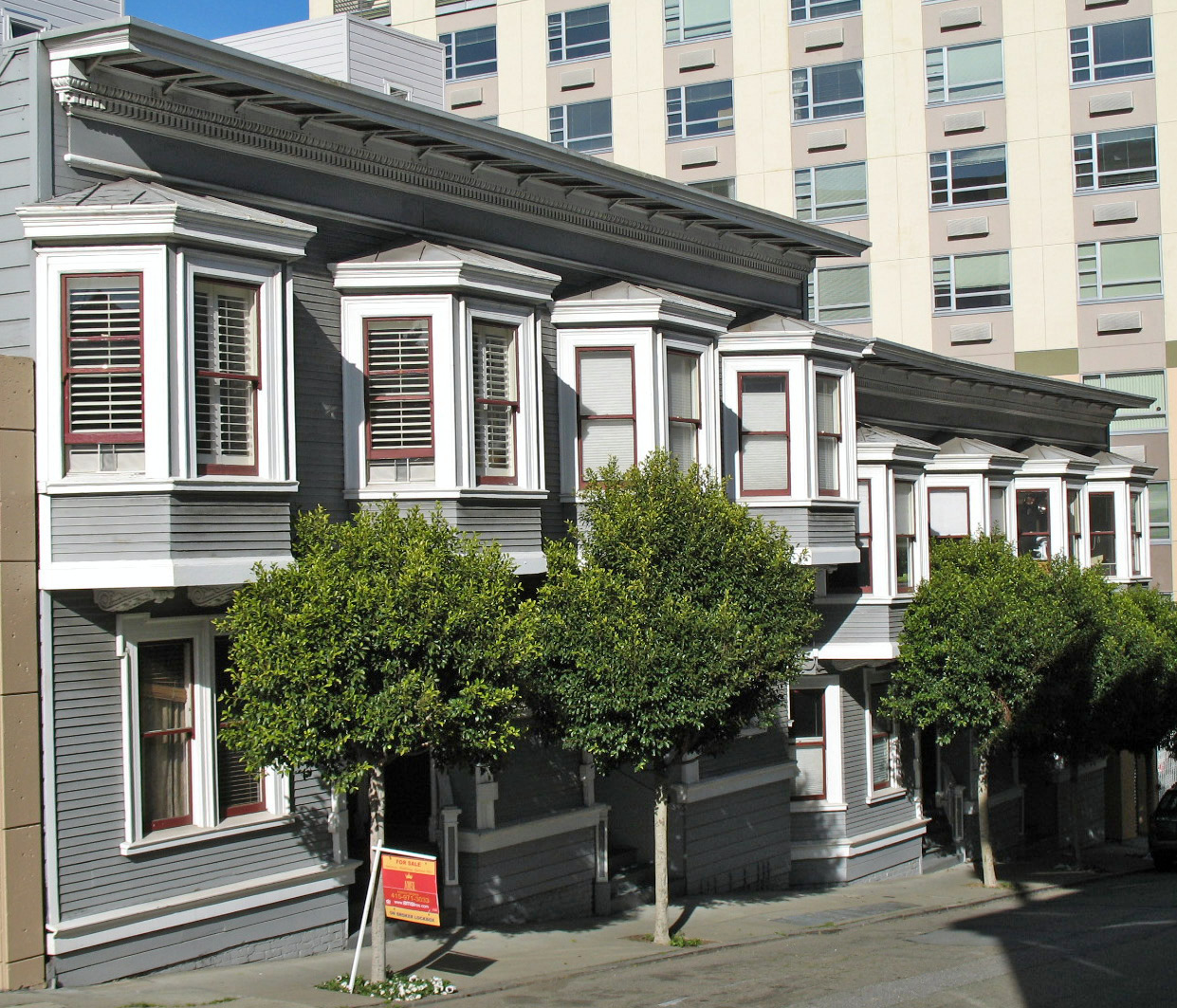